# Nat Butler
Nathaniel "Nat" Butler (Halifax, 6 de gener de 1870 - Revere, 24 de maig de 1943) fou un ciclista estatunidenc, professional des del 1901 fins al 1910. Es va especialitzar en les curses de sis dies i també va guanyar una medalla al Campionat mundials de Mig fons darrere dels francesos Georges Parent i Louis Darragon.
El seu germà Tom també es dedicà al ciclisme.